# Czech Hockey Games 2008
Hokejový turnaj byl odehrán od 17.4.2008 - do 20.4.2008 v Liberci. Utkání Rusko - Finsko bylo odehráno v Moskvě.
| Tým 1   | Výsledek                          | Tým 2   | Zpráva |
| ------- | --------------------------------- | ------- | ------ |
| Rusko   | 4:1 (0:1, 1:0, 3:0)               | Finsko  | Zpráva |
| Švédsko | 3:5 (0:2, 2:1, 1:2)               | Česko   | Zpráva |
| Rusko   | 4:2 (1:0, 1:1 ,2:1)               | Švédsko | Zpráva |
| Česko   | 2:1 SN (0:1, 1:0, 0:0 – 0:0, 1:0) | Finsko  | Zpráva |
| Finsko  | 3:2 PP (0:0, 1:1, 1:1 – 1:0)      | Švédsko | Zpráva |
| Česko   | 2:3 (1:0, 0:3, 1:0)               | Rusko   | Zpráva |

## Tabulka
| Poř. | Tým     | Z | V | VP | PP | P | VG | OG | B |
| ---- | ------- | - | - | -- | -- | - | -- | -- | - |
| 1.   | Rusko   | 3 | 3 | 0  | 0  | 0 | 11 | 5  | 9 |
| 2.   | Česko   | 3 | 1 | 1  | 0  | 1 | 9  | 7  | 5 |
| 3.   | Finsko  | 3 | 0 | 1  | 1  | 1 | 5  | 8  | 3 |
| 4.   | Švédsko | 3 | 0 | 0  | 1  | 2 | 7  | 12 | 1 |

Z = Odehrané zápasy; V = Výhry; VP = Výhry v prodloužení/nájezdech; PP = Prohry v prodloužení/nájezdech; VG = vstřelené góly; OG = obdržené góly; B = Body

## Nejlepší hráči
| Pozice  | Hráč           |
| ------- | -------------- |
| Brankář | Milan Hnilička |
| Obránce | Ilja Nikulin   |
| Útočník | Danis Zaripov  |

### All-Star-Team
- Nebyl nominován.